# Oppalnia
Oppalnia is een geslacht van hooiwagens uit de familie Assamiidae.
De wetenschappelijke naam Oppalnia is voor het eerst geldig gepubliceerd door Roewer in 1927. 

## Soorten
Oppalnia is monotypisch en omvat slechts de volgende soort:
- Oppalnia brevipes